# معركة فاسلوي
معركة فاسلوي وقعت في 10 يناير 1475م بالقرب من مدينة فاسلوي ، في مولدوفا (وهي الآن جزء من شرق رومانيا ) بين قوات الدولة العثمانية بقيادة الحاكم العثماني لمنطقة إيالة الروملي خادم سليمان باشا و تحالف صليبي يترأسه شتيفان الكبير حاكم إمارة مولدوفا و ويشاركه مملكة المجر ومملكة بولندا، انتصرت فيها قوات التحالف الصليبي رغم كثرة عدد الجنود العثمانيون. بعد هذا الانتصار أعطى البابا سيكستوس الرابع لقب ( بطل المسيح ) لـشتيفان الكبير، ووصفه بأنه : " ( "المدافع الحقيقي للدين المسيحي") 